# 호르텐시우스 법
호르텐시우스 법(라틴어: Lex Hortensia)은 기원전 287년 고대 로마에서 독재관 퀸투스 호르텐시우스에 의해 제정된 법이다. 평민회에서 의결된 사항이 원로원의 인준 없이 법적 구속력을 갖게 되어, 평민과 귀족이 법률상 동등한 권리를 획득한다는 로마의 법이다. 호르텐시우스 법의 이름은 제정자의 이름에서 왔으며, 이 법에 따라 귀족인 파트리키와 평민인 플레브스는 형식상 동등한 법적 권리를 가지게 되었고 두 신분 사이에서 일어난 신분 투쟁은 일단락되었다.

## 개요
기원전 287년에 일어난 플레브스들의 총 퇴거에 직면한 독재관 퀸투스 호르텐시우스에 의해 제정되었다. 플레브스의 집단적 퇴거는 호민관 제도의 설립 시에도 파트리키 측에서 양보를 얻었던 방법이었다. 이 법에 따라 플레브스 민회(평민위원회)의 결정은 원로원의 승인을 얻지 않더라도 로마의 국법으로 정해졌다. 따라서 파트리키와 플레브스의 법적 평등이 실현되었다.
이 법의 제정에 대해 당시 플레브스 지도부는 실력으로는 파트리키에 떨어지지 않았다. 이러한 유력 플레브스가 불만을 가지고 있던 하층 플레브스를 이용하여 파트리키들로부터 더 많은 양보를 얻어낸 것이라는 견해도 존재한다. 당시에 상층 플레브스는 이미 노빌레스라고 불리며, 파트리키와 일체화되어 로마의 지배층이 되어 있었다. 이러한 평민 사회의 추세를 당시에 이미 좌우할 수 있었기 때문에 원로원 측의 양보도 이뤄졌다고 볼 수도 있다.
이후 중요성을 더하게 된 평민위원회는 파트리키를 포함한 트리부스 민회를 탄생시켰고, 이것은 로마의 주요 민회 중 하나가 되었다.

## 같이 보기
- 트리부스 민회
- 12표법
- 리키니우스-섹스티우스 법